# Эскадренные миноносцы типа «Каунти»
Эскадренные миноносцы типа «Каунти» (англ. County class destroyers — тип эскадренных миноносцев с управляемым ракетным оружием, строившихся с 1959 по 1967 гг. для Военно-морских сил Великобритании. Всего было построено 8 эскадренных миноносцев этого типа (по 4 в двух сериях — County I и County II). Первоначально классифицировались как крейсера.

## История разработки и строительства
Эскадренные миноносцы УРО типа «Каунти» были спроектированы в 1955—1956 годах с учётом достижений и усовершенствований в области послевоенного кораблестроения. Эсминцы типа «Каунти» унаследовали имена тяжёлых крейсеров типа «Каунти», прославившихся в годы Второй мировой войны. В конструктивном отношении эсминцы были близки к представителям крейсерского класса, по водоизмещению значительно превосходя современные им эсминцы и вплотную приближаясь к лёгким крейсерам. Первоначально обозначались как «крейсера» или «крейсерские миноносцы» (англ. cruiser-destroyer)
Разработка этих кораблей стала итогом нескольких последовательных попыток послевоенного британского флота заменить существующие эсминцы и лёгкие крейсера единым классом военных кораблей промежуточного водоизмещения. Такие корабли должны были бы обладать достаточной мореходностью и автономностью, чтобы решать крейсерские задачи океанского патрулирования и защиты коммуникаций, и одновременно — быть достаточно дешёвыми и эффективно вооружёнными, чтобы решать эскортные и ударные задачи эскадренных миноносцев. В 1950-х было составлено несколько проектов подобных крейсерских эсминцев со смешанным торпедно-артиллерийским вооружением, но ни один из них не был реализован из-за сомнений в их боевой эффективности. К 1960-м прогресс в области ракетного оружия позволил решить задачу на новом техническом уровне.
Корабли типа «County» проектировались как носители ЗРК «Seaslug» среднего радиуса действия. Вся архитектура кораблей была сформирована вокруг конструктивных особенностей зенитного ракетного комплекса. Корабли стали первыми, на которых была установлена комбинированная силовая установка — паровые и газовые турбины, а также первыми, на которых были установлены дополнительные ЗРК малого радиуса действия для добивания прорвавшихся к кораблю самолётов. Были оборудованы современным радиоэлектронным оборудованием, снабжены активными успокоителями качки.
Вторая серия эскадренных миноносцев типа «County» была оборудована ПКРК Exocet. Ракетный комплекс был установлен вместо второй артиллерийской установки. Это сделало эсминцы данного типа единственными кораблями Королевского флота, которые были оснащены тремя отдельными типами ракетных комплексов.

## Конструкция
Корпус корабля выполнен из стали, полностью сварной, с удлинённым полубаком, клиперным носом. Надстройка и мачты эскадренных миноносцев типа «Каунти» выполнены из алюминиево-магниевых сплавов.

### Радиоэлектронное оснащение
Для обнаружения воздушных целей и предупреждения о воздушном нападении корабли типа «Каунти» несли РЛС Тип 956 или Тип 956М, установленную на конической грот-мачте между трубами. Эта поисковая РЛС обеспечивала обнаружение воздушных целей на дистанции до 175 км.
Для сопровождения обнаруженных целей использовалась РЛС Тип 993, смонтированная на фок-мачте. Этот радар имел радиус действия до 90 км и мог также использоваться в паре с Тип 956 как средство раннего предупреждения. Так как эта двухкоординатная РЛС не могла определять высоту целей, корабли дополнительно оснащались радиолокационным высотоискателем[неизвестный термин] Тип 279, установленным на выступе конической грот-мачты.
Наведение ракетного оружия корабля осуществлялось с помощью РЛС Тип 901, массивная антенна устанавливалась на кормовой надстройке. Эта РЛС могла работать в режиме широкого луча для поиска цели и узкого — для наведения ракеты. Радиус действия составлял до 75 километров.
Также корабли оснащались комплектом систем РЭБ AJK.

### Вооружение

#### Зенитное ракетное вооружение
Основу арсенала кораблей типа «Каунти» составлял зенитный ракетный комплекс «Sea Slug».
Комплекс имел необычную конфигурацию и был интегрирован в конструкцию корабля. По соображениям максимальной защищённости, отсек долговременного хранения для 24 ракет (хранившихся в разобранном виде) находился почти в самом центре корпуса корабля. Длинный коридор, разделённый на несколько секций противовзрывными переборками, соединял отсек долговременного хранения с расположенной в корме пусковой установкой и отсеком хранения готовых к старту ракет. Подобные конструктивные решения были предприняты из соображения максимальной устойчивости корабля к воздействию неприятельского оружия и средств массового поражения.
Готовые к запуску ракеты хранились в кормовом отсеке, и по тревоге подавались на пусковую установку. Поворотная пусковая установка также имела необычную конфигурацию — ракеты находились внутри коробчатой конструкции, зафиксированные между четырьмя направляющими. Первоначально рассматривалась версия пусковой установки на три ракеты, но затем по соображениям экономии веса число ракет на пусковой было сокращено до двух.
Наведение комплекса осуществлялось с помощью единственного радара Тип 901, стоявшего на кормовой надстройке. Обе версии комплекса использовали метод наведения «осёдланный луч», при котором ракета двигалась по прямой линии, формируемой в воздухе узким вращающимся лучом радара. Этот метод был недостаточно надёжен (из-за расширения луча с увеличением дистанции) и не работал на малых высотах из-за отражения вращающегося луча от поверхности воды.
Дальность действия комплекса составляла 27/32 км, потолок составлял порядка 17000/20000 метров. Так как корабли были оснащены всего одним радаром наведения тип 901, то одновременно могло быть обстреляно не более одной цели (хотя и одновременно двумя ракетами). Для своего времени комплекс был высоко автоматизирован в плане управления и весьма точен (вероятность поражения цели одной ракетой составляла порядка 92 %), но требовал значительного количества ручных операций при предстартовой подготовке ракеты, и перезаряжался весьма медленно.
Впервые в военном кораблестроении, корабли типа «Каунти» были оснащены помимо дальнобойного «Sea Slug» ещё и зенитным комплексом самообороны «Sea Cat». Этот комплекс малого радиуса действия предназначался для уничтожения самолётов и крылатых ракет, угрожающих непосредственно кораблю.
Две однобалочные пусковые установки были размещены побортно: наведение комплекса осуществлялось вручную. Оператор отслеживал цель и ракету с помощью оптического/радиоэлектронного визира, и при помощи джойстика вручную приводил ракету к линии визирования (то есть «наведение методом трёх точек»). Дальность действия комплекса не превышала 5000 метров. Хотя комплекс был достаточно примитивен и не слишком точен, он, тем не менее, был весьма надёжен и, как считалось в то время — представлял лучшую защиту для корабля, чем зенитная артиллерия.

#### Артиллерийское вооружение
Артиллерийское вооружение кораблей состояло из двух спаренных 114-мм 45-калиберных артиллерийских установок 4,5"/45 QF Mark VI, установленных линейно-возвышенно в носовой оконечности корабля. Теоретически, эти орудия должны были обеспечивать скорострельность в 24 выстрела в минуту на установку, но на практике, из-за несовершенной конструкции досылателя, темп стрельбы составлял не более 12-14 выстрелов в минуту. Орудия имели максимальную дальность порядка 19000 метров и досягаемость по высоте не менее 12500 метров.
В целом, артиллерийское вооружение эсминцев типа «Каунти» было более мощным, чем у современных им американских или советских ракетоносных эсминцев и более соответствовало «крейсерскому» статусу кораблей. В дальнейшем, на четырёх кораблях возвышенная 114-мм башня была демонтирована, а на её месте смонтированы пусковые установки противокорабельных ракет.

#### Противолодочное вооружение
Противолодочное вооружение состояло из двух 3-трубных 325-миллиметровых торпедных аппаратов. Боезапас состоял из 24 стандартных противолодочных торпед НАТО Mark 46. Для обнаружения субмарин, корабли были оснащены сонарной станцией Тип 174 и активным сонаром Тип 170.

#### Противокорабельное вооружение
Первоначально, эсминцы типа «Каунти» не несли специализированного противокорабельного вооружения. Для поражения противника в пределах радиогоризонта мог быть использован зенитный комплекс «Си Слаг», чей большой вес и тяжёлая 91-кг боеголовка могли нанести существенные повреждения кораблю противника. Некоторое время рассматривалась также разработка специализированной противокорабельной версии этой зенитной ракеты — «Блю Слаг» с утяжелённой боевой частью и полуактивным наведением — но в итоге программа была отменена.
В дальнейшем, четыре эсминца типа «Каунти» были вооружены французскими противокорабельными ракетами MM-38 «Exocet». Две спаренные контейнерные пусковые установки размещались вместо снятой возвышенной 114-мм артустановки. Это обеспечило кораблям возможность поражения целей за горизонтом на дистанции до 42 км.

#### Авиационные мощности
Корабли серии «Каунти» были одними из первых эсминцев в мире, имевших не только взлётно-посадочную площадку но и ангар для палубного вертолёта. За счёт этого их авиационные мощности были существенно более эффективны, чем у большинства современников, так как эсминцы могли обеспечивать базирование вертолёта в непогоду и его техническое обслуживание.
Ангар эсминца имел несколько необычную конструкцию: дверь в него находилась не в торце, а в правой стенке. Это расположение было выбрано по той причине, что крыша ангара одновременно служила подставкой для РЛС Тип 901, и торцевое расположение двери неприемлемо ослабляло бы крышу. Приземлившийся вертолёт (со сложенным винтом) вкатывался в ангар по выступу вертолётной площадки с правого борта.
В качестве вертолёта обычно использовался многоцелевой Westland Wessex (британская разработка на базе лицензионного Sikorsky H-34 «Чокто». Вертолёт использовался для противолодочных, разведывательных и десантных операций. Однако из-за недостаточной боевой нагрузки вертолёт не мог одновременно нести поисковое снаряжение и противолодочные торпеды, что вынуждало вертолёты действовать в связке с другими противолодочными единицами.

## История эксплуатации
Эсминцы «Antrim» и «Glamorgan» принимали участие в боевых действиях Фолклендской войны в 1982 г. ЭМ «Antrim» являлся флагманским кораблём 60-го оперативного соединения. Эсминец «Glamorgan» был повреждён во время боевых действий ракетой «Exocet», запущенной аргентинцами с импровизированной береговой установки, но несмотря на разрушение ангара и детонацию авиационного боеприпаса, корабль — изготовленный с применением алюминиево-магниевых сплавов — сохранил боеспособность.

## Список эскадренных миноносцев типа «Каунти»
| Название             | Дата закладки    | Дата спуска на воду | Дата вступления в состав флота | Текущий статус |
| -------------------- | ---------------- | ------------------- | ------------------------------ | --- |
| HMS Devonshire (D02) | 9 марта 1959     | 10 июня 1960        | 15 ноября 1962                 | В резерве с 1978 г., исключён 17 февраля 1984 |
| HMS Hampshire (D06)  | 26 марта 1959    | 16 марта 1961       | 15 марта 1963                  | В резерве с 1976 г., исключён в 1979 г. |
| HMS London (D16)     | 26 февраля 1960  | 7 декабря 1961      | 4 ноября 1963                  | В резерве с декабря 1981 г., продан в 1982 г. Пакистану, как Babur.                                                                                     |
| HMS Kent (D12)       | 1 марта 1960     | 21 сентября 1961    | 15 августа 1963                | В резерве с 1980 г., исключён в 1998 г. |
| HMS Fife (D20)       | 1 июня 1962      | 9 июля 1964         | 21 июня 1966                   | В резерве с июня 1987, 12 августа 1987 г. продан Чили, где переименован в Blanco Encalada, 12 декабря 2003 г. списан и в ноябре 2005 г. продан на слом. |
| HMS Glamorgan (D19)  | 13 сентября 1962 | 9 июля 1964         | 11 октября 1966                | В резерве с 1986 г., продан Чили в сентябре 1986 г. |
| HMS Antrim (D18)     | 20 января 1966   | 19 октября 1967     | 14 июля 1970                   | В резерве с 1984 г., 22 июня 1984 г. продан Чили |
| HMS Norfolk (D21)    | 15 марта 1966    | 16 ноября 1967      | 7 марта 1970                   | В резерве с 1981 г., 6 апреля 1982 г. продан Чили. |